# Maytower Hotel & Serviced Residences
Le Maytower Hotel & Serviced Residences  est un gratte-ciel de 130 mètres de hauteur construit en 2008 à Kuala Lumpur en Malaisie.
Il abrite un hôtel et des appartements sur 32 étages.